# 121
Cette page concerne l'année 121  du calendrier julien. Pour l'année 121 av. J.-C., voir 121 av. J.-C. Pour le nombre 121, voir 121 (nombre).
L'année 121 est une année commune qui commence un mardi.

## Événements
- 21 avril : début de la construction du temple de Vénus et de Rome, à l'occasion de l’anniversaire de la ville[1] (fin en 137).
  - Après le 21 avril : début des voyages de l'empereur Hadrien à travers l'empire, qui inspecte les provinces jusqu'en 126. En 121, il traverse l'est de la Gaule, visite la Germanie supérieure, la Rhétie, la Norique et le Nord de la Pannonie[2].
- 19 octobre : le plus ancien dictionnaire chinois, le Shuowen Jiezi, est  présenté à l'empereur Han Andi[3].

## Naissances en 121
- 26 avril : Marc Aurèle, empereur romain († 17 mars 180)[4].

## Décès en 121
- Cai Lun, considéré comme l'inventeur du papier. (date probable)